# أندرو دويل
أندرو دويل (بالإنجليزية: Andrew Doyle)‏ هو فلاح وسياسي أيرلندي، ولد في 2 يوليو 1960 في دبلن في جمهورية أيرلندا. حزبياً، نشط في فاين جايل. في الانتخابات العمومية الأيرلندية 2007 ‏، انتخب نائب دييل عن دائرة Wicklow (Dáil constituency) ‏ وقد انضم خلال فترته النيابية ‏ (14 يونيو 2007 – 1 فبراير 2011)  للكتلة البرلمانية فاين جايل وفي 2016 Irish general election ‏، انتخب نائب دييل عن دائرة Wicklow (Dáil constituency) ‏ وقد انضم خلال فترته النيابية ‏ (10 مارس 2016 – )  للكتلة البرلمانية فاين جايل وفي الانتخابات العمومية الأيرلندية 2011 ‏، انتخب نائب دييل عن دائرة Wicklow (Dáil constituency) ‏ وقد انضم خلال فترته النيابية ‏ (9 مارس 2011 – 3 فبراير 2016)  للكتلة البرلمانية فاين جايل.

## وصلات خارجية
- الموقع الرسمي